# 北海道乳業
北海道乳業株式会社（ほっかいどうにゅうぎょう）は、北海道函館市に本社を置く乳製品メーカー。

## 沿革
- 1931年 - 函館市に於いて海産物卸問屋を営む
- 1949年 - 田島産業株式会社設立。宝来町に函館工場新設
- 1953年 - 田島産業株式会社の全設備営業権を継承し、北海道乳業株式会社を設立
- 1954年 - 東京支店、青森営業所を新設
- 1955年 - 粉乳製造工場を新設
- 1962年 - 函館市昭和町に乳製品総合工場を新設
- 1965年 - 東京支店内に北海道乳業東京販売株式会社を新設
- 1967年 - 札幌営業所を新設
- 1971年 - 本社工場敷地内に本社事務所を新設、移転
- 1972年 - 札幌営業所を支店に昇格
- 1979年 - 仙台営業所新設。市乳工場新設
- 1981年 - 煉乳工場新設
- 1983年 - バター工場新設
- 1984年 - アイスクリーム工場新設
- 1985年 - 粉乳製造工場新設。北海道乳業東京販売株式会社を北海道乳業販売株式会社に社名変更。北海道乳業株式会社各支店を北海道乳業販売株式会社に移譲
- 1989年 - 株式会社北海道キャリウエイを設立
- 1990年 - 原料乳受入工場新設
- 1992年 - バター・生クリーム・チーズ工場新設
- 1994年 - 市乳、デザート工場完成
- 1996年 - デザート工場増設
- 2003年 - 北海道乳業株式会社創立50周年を迎える
- 2004年 - 名古屋支店新設
- 2007年 - チーズ工場新設
- 2009年 - 煉乳工場リニューアル完成
- 2016年 - 北海道乳業販売株式会社との組織統合

## 関連会社
- 北海道乳業販売株式会社
- 株式会社北海道キャリウエイ